# Fußball-Verbandsliga Westfalen 1973/74
Die Saison 1973/74 war die 18. Spielzeit der drittklassigen Verbandsliga Westfalen. Westfalenmeister wurde der TuS Neuenrade. Wegen der Abschaffung der Regionalliga zu Gunsten der 2. Bundesliga gab es keinen Aufsteiger. Aus der Gruppe 1 stiegen der SC Hassel, Minden 05 und Eintracht Recklinghausen; aus der Gruppe 2 die Amateure von Eintracht Gelsenkirchen-Horst, der VfL Klafeld-Geisweid und der VfL Witten ab. Aus der Regionalliga West stiegen Eintracht Gelsenkirchen-Horst, der SVA Gütersloh, Westfalia Herne, Rot-Weiß Lüdenscheid und die Sportfreunde Siegen in die Verbandsliga ab. Aus den Landesligen stiegen der VfB Altena, der BV Brambauer, der Bünder SV, der Erler SV 08 und die TSG Harsewinkel auf. 

## Legende
|     |                                                          |
|     | Teilnahme an der Westfalenmeisterschaft                  |
|     | Teilnehmer an den Entscheidungsspielen                   |
|     | Absteiger in die Landesliga Westfalen                    |
| (A) | Absteiger aus der Regionalliga in der Vorsaison          |
| (N) | Aufsteiger aus der Landesliga Westfalen in der Vorsaison |

## Tabellen

### Gruppe 1
| Pl.               | Verein                   | Sp. | S  | U  | N  | Tore    | Diff. | Punkte |
| ----------------- | ------------------------ | --- | -- | -- | -- | ------- | ----- | ------ |
| 1.                | SC Recklinghausen        | 30  | 14 | 11 | 5  | 038:230 | +15   | 39:21  |
| 2.                | SC Herford (N)           | 30  | 17 | 4  | 9  | 052:270 | +25   | 38:22  |
| 3.                | TuS Ahlen                | 30  | 13 | 7  | 10 | 048:410 | +7    | 33:27  |
| 4.                | TSV Marl-Hüls            | 30  | 11 | 11 | 8  | 031:270 | +4    | 33:27  |
| 5.                | 1. FC Paderborn          | 30  | 11 | 10 | 9  | 044:380 | +6    | 32:28  |
| 6.                | Ahlener SV               | 30  | 13 | 6  | 11 | 050:450 | +5    | 32:28  |
| 7.                | VfB Rheine (N)           | 30  | 11 | 10 | 9  | 048:460 | +2    | 32:28  |
| 8.                | VfL Schlangen            | 30  | 13 | 6  | 11 | 041:400 | +1    | 32:28  |
| 9.                | TuS Schloß Neuhaus       | 30  | 11 | 9  | 10 | 047:390 | +8    | 31:29  |
| 10.               | SpVg Emsdetten 05        | 30  | 12 | 7  | 11 | 051:520 | −1    | 31:29  |
| 11.               | SpVg Beckum              | 30  | 12 | 6  | 12 | 045:370 | +8    | 30:30  |
| 12.               | VfB 03 Bielefeld         | 30  | 11 | 8  | 11 | 047:440 | +3    | 30:30  |
| 13.               | Hammer SpVg              | 30  | 11 | 8  | 11 | 043:450 | −2    | 30:30  |
| 14.               | Eintracht Recklinghausen | 30  | 11 | 7  | 12 | 043:530 | −10   | 29:31  |
| 15.               | Minden 05                | 30  | 6  | 4  | 20 | 026:560 | −30   | 16:44  |
| 16.               | SC Hassel                | 30  | 3  | 6  | 21 | 032:720 | −40   | 12:48  |
| Stand: Saisonende |                          |     |    |    |    |         |       |        |

#### Entscheidungsspiele um Platz 11
Die drei punktgleichen Mannschaften aus Bielefeld, Beckum und Hamm sollten im Ligasystem auf neutralen Plätzen den Tabellendreizehnten der Gruppe 1 ermitteln, der dann gegen den Tabellendreizehnten der Gruppe 2 einen weiteren Absteiger ausspielen sollte. Vor dem letzten Spiel wurde die Runde abgebrochen, da kein weiterer Absteiger ermittelt werden musste. 
|                  | Ergebnis  | !Spielort                |
| ---------------- | --------- | ------------------------ |
| SpVg Beckum      | 1:0 (0:0) | Hammer SpVg \|Soest      |
| VfB 03 Bielefeld | 3:0 (0:0) | SpVg Beckum \|Warendorf  |
| Hammer SpVg      | abgesagt  | VfB 03 Bielefeld \|Oelde |

### Gruppe 2
| Pl.               | Verein                            | Sp. | S  | U  | N  | Tore    | Diff. | Punkte |
| ----------------- | --------------------------------- | --- | -- | -- | -- | ------- | ----- | ------ |
| 1.                | TuS Neuenrade                     | 30  | 19 | 7  | 4  | 046:250 | +21   | 45:15  |
| 2.                | SSV Hagen                         | 30  | 17 | 6  | 7  | 066:320 | +34   | 40:20  |
| 3.                | Lüner SV (A)                      | 30  | 18 | 3  | 9  | 071:390 | +32   | 39:21  |
| 4.                | SC Neheim-Hüsten                  | 30  | 12 | 10 | 8  | 041:400 | +1    | 34:26  |
| 5.                | Hasper SV (N)                     | 30  | 12 | 8  | 10 | 048:420 | +6    | 32:28  |
| 6.                | DSC Wanne-Eickel                  | 30  | 11 | 9  | 10 | 400:310 | +369  | 31:29  |
| 7.                | Hellweg Lütgendortmund (N)        | 30  | 12 | 7  | 11 | 043:470 | −4    | 31:29  |
| 8.                | SV Holzwickede (N)                | 30  | 9  | 12 | 9  | 032:320 | ±0    | 30:30  |
| 9.                | TuS Iserlohn                      | 30  | 11 | 8  | 11 | 034:360 | −2    | 30:30  |
| 10.               | TuS Eving-Lindenhorst             | 30  | 10 | 9  | 11 | 049:480 | +1    | 29:31  |
| 11.               | SG Wattenscheid 09 Am.            | 30  | 11 | 7  | 12 | 046:480 | −2    | 29:31  |
| 12.               | SuS Hüsten 09                     | 30  | 10 | 8  | 12 | 046:490 | −3    | 28:32  |
| 13.               | TuS Hattingen                     | 30  | 9  | 10 | 11 | 039:470 | −8    | 28:32  |
| 14.               | VfL Witten                        | 30  | 7  | 10 | 13 | 035:490 | −14   | 24:36  |
| 15.               | VfL Klafeld-Geisweid              | 30  | 5  | 10 | 15 | 030:490 | −19   | 20:40  |
| 16.               | Eintracht Gelsenkirchen-Horst Am. | 30  | 4  | 2  | 24 | 024:760 | −52   | 10:50  |
| Stand: Saisonende |                                   |     |    |    |    |         |       |        |

#### Entscheidungsspiel um Platz 12
Die beiden punktgleichen Mannschaften aus Hattingen und Hüsten sollten in einem Entscheidungsspiel auf neutralen Platz den Tabellendreizehnten der Gruppe 2 ermitteln, der dann gegen den Tabellendreizehnten der Gruppe 1 einen weiteren Absteiger ausspielen sollte. Gespielt wurde am 12. Mai 1974 in Hagen. Hüsten gewann das letztlich bedeutungslose Spiel. Beide Mannschaften blieben in der Verbandsliga.
|               | Ergebnis |               |
| ------------- | -------- | ------------- |
| SuS Hüsten 09 | 2:1      | TuS Hattingen |

## Westfalenmeisterschaft
Die beiden Gruppensieger sollten in Hin- und Rückspiel den Westfalenmeister ermitteln. Die Spiele fanden am 5. und 12. Mai 1974 vor jeweils 3.000 Zuschauern statt. Neuenrade musste sein Heimspiel in Werdohl austragen, da für die Spiele um die Westfalenmeisterschaft ein Naturrasen vorgeschrieben war. Dennoch setzten sich die Neuenrader durch. 
|                                     | Gesamt |                                         | Hinspiel  | Rückspiel |
| ----------------------------------- | ------ | --------------------------------------- | --------- | --------- |
| TuS Neuenrade Meister der Staffel 2 | 7:2    | SC Recklinghausen Meister der Staffel 1 | 3:0 (2:0) | 4:2 (0:0) |